# 安德烈亚·多里亚级战列舰
安德烈亚·多里亚级战列舰是意大利皇家海军的一种无畏型战列舰。1912年至1915年期间，意大利分别在拉斯佩齐亚和迪斯塔比亚船厂建造了两艘这种战列舰：安德烈亚·多里亚号（Andrea Doria）和卡约·杜伊利奥号（Caio Dulio）。
虽然在第一次世界大战中已经投入使用，但在与同盟国的对抗中并未看出这种战列舰的作用。1937年至1940年，两艘安德烈亚·多里亚级战列舰被进行现代化改装，完成后在二战期间用于护航，并参加了第一次苏尔特战役。

## 设计
两艘战列舰基本上在最初的建造中被赋予了相同的设计。

### 总体特征
安德烈亚·多里亚级战列舰舰长168.96米（554.3英尺），宽28.03米（92.0英尺），吃水8.58米（28.1英尺）。在1937年到1940年年底的大规模现代化之前，两艘安德烈亚·多里亚级战列舰的排水量为22956吨，满载排水量为24729吨。现代化改造后，标准排水量与满载排水量分别上升为26434吨和29391吨。 改造前载员为1233人，改造后增至1485人。

### 动力
最初建设的安德烈亚·多里亚级战列舰装有二十台锅炉和四轴推进的蒸汽涡轮机系统，能输出30000匹马力的功率。改进后，仍为蒸汽涡轮机系统，但換裝八台亚罗型锅炉和两轴推进，将功率大增至75000匹马力。最初，该舰能以23节（每小时43公里）的速度航行，改进后可達到27节（每小时50公里） 。

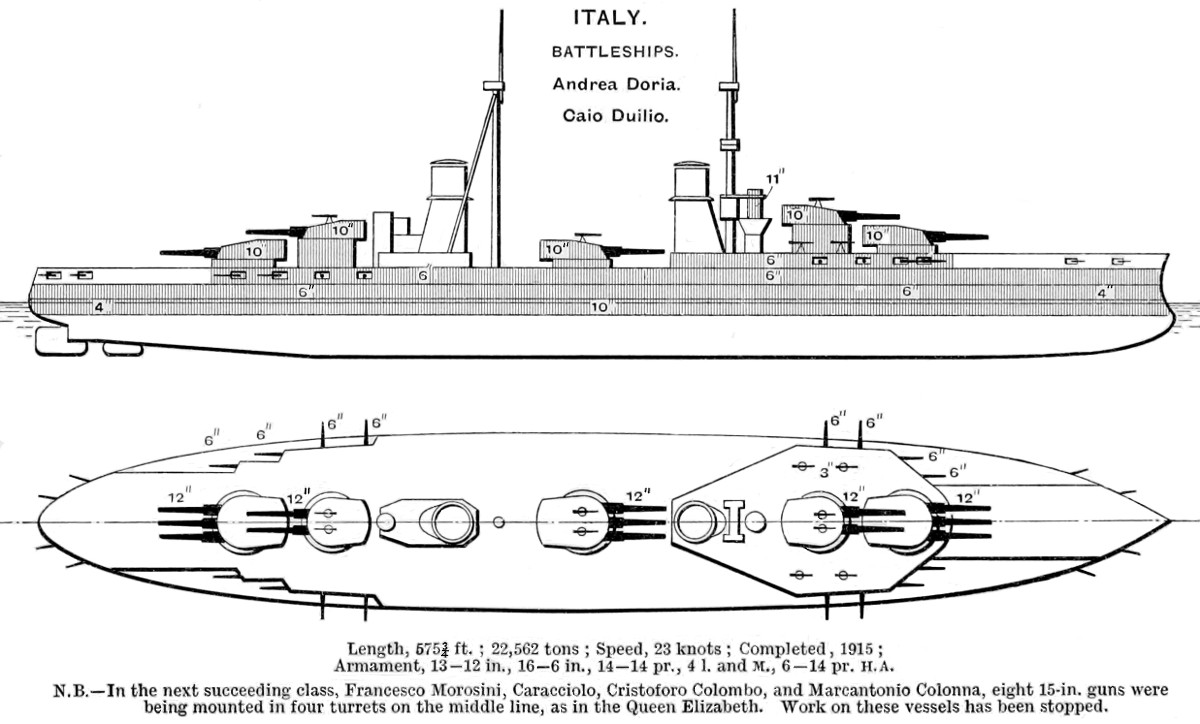
安德烈亚·多里亚级战列舰的描绘

### 武器装备
安德烈亚·多里亚级战列舰最初的主要武器装备有3座三联装与2座双联装一共13门30.5厘米（12英寸）主炮。其他武器还有16门15.2厘米（6英寸）副炮、13门7.6厘米（3英寸）炮、6门7.6厘米（3英寸）高射炮和3具45厘米（18英寸）鱼雷发射管。
改造后，換装2座三联装与2座双联装一共10门32厘米（12.6英寸）主炮、4座三联装共12门的13.5厘米（(5.3英寸）副炮、10门9厘米（3.5英寸）高射炮、15门3.7厘米（1.5英寸）和16门2厘米（0.79英寸）高射機炮。

### 装甲
安德烈亚·多里亚级战列舰舷侧装甲为25.4厘米（10.0英寸），主炮塔正面装甲为28厘米（11英寸），甲板装甲为9.8厘米（3.9英寸）。

## 军舰
安德烈亚·多里亚级战列舰共两艘：
- 安德烈亚·多里亚号（Andrea Doria）：1913年兴建，1916年6月13日下水，参加了第一次苏尔特战役以及护航行动直至1943年停战。20世纪50年代，安德烈亚·多里亚号是意大利海军的旗舰。[3]
- 卡约·杜伊利奥号（Caio Dulio）：1913年4月24日兴建，1915年5月10日下水。在塔兰托战役中被英国飞机炸至严重毁坏，再加上原本的燃料短缺问题，卡约·杜伊利奥号由此退出战争。后来卡约·杜伊利奥号成为意大利海军旗舰以及教练舰，直至报废。[3]